# Jan Černčický z Kácova
Jan Černčický z Kácova (cca 60. léta 15. století – 8. srpna 1550) byl český šlechtic, hlava rodu Černčických z Kácova, zakladatel Nového Města nad Metují a hejtman Hradeckého kraje. Za svého života se ze zchudlého šlechtice vypracoval v majetného a uznávaného aristokrata. V osobě Jana Černčického dosáhl jeho rod ekonomického i společenského vrcholu.

## Život

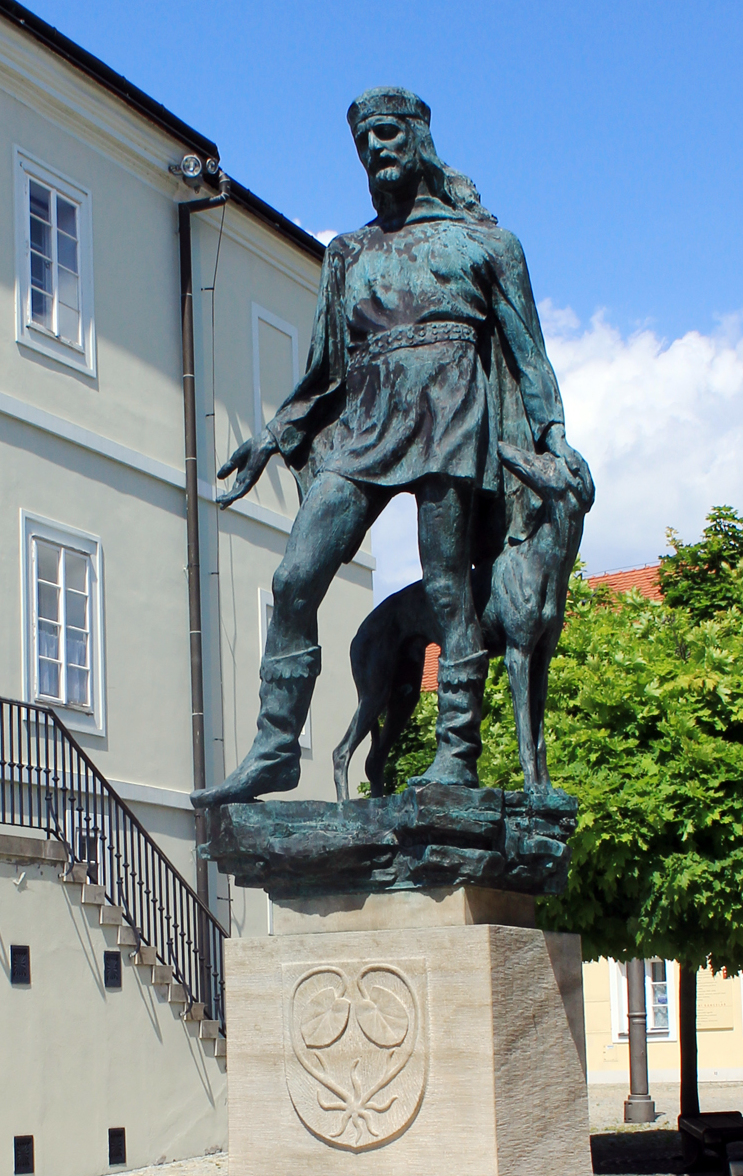
Socha Jana Černčického v Novém Městě nad Metují

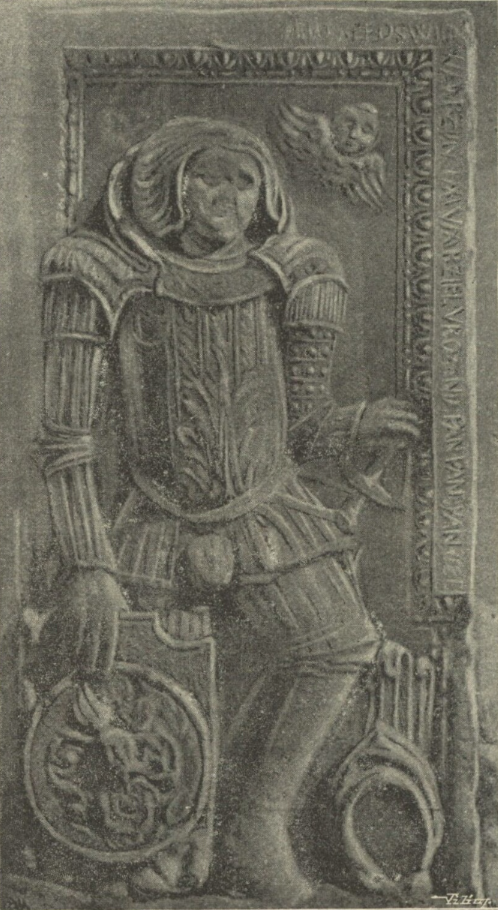
Náhrobek v kostele sv. Stanislava v Kunštátu

Pocházel z rodu Kouniců, Drnholců a pánů z Talmberka. Původně sídlil v tvrzi na chudém Černčickém panství. V roce 1483 mu král Vladislav Jagellonský udělil právo svobodně odkazovat své svobodné i zapsané statky. V roce 1484 zakoupil od rytíře Aleše z Riesenburku (Rýzmburku) a Vřešťova sousední krčínské panství. Protože nešlo o svobodné, ale lenní panství, snažil se Jan Černčický z tohoto manství vyvázat, což se mu podařilo v roce 1497, kdy ho král Vladislav Jagellonský z lenní povinnosti osvobodil. Dne 10. srpna 1501 položil základní kámen Nového Města nad Metují (tehdy Nového Hradiště), které se také stalo jeho novým sídlem. V roce 1503 přenesl do Nového Města městská práva z Krčína. 21. června 1526 město vyhořelo.
V roce 1529 směnil s Vojtěchem z Pernštejna české novoměstské panství za moravské kunštátské panství. Kromě požáru ho k přestěhování patrně vedly i náboženské důvody, protože jako přívrženec Jednoty Bratrské se mohl po nástupu Habsburků na český trůn v roce 1526 obávat možného náboženského pronásledování. Na kunštátském panství zůstal až do své smrti v roce 1550 (Ottův slovník naučný uvádí jako datum úmrtí chybně rok 1529) Pohřben je v kunštátském kostele sv. Stanislava.
Přestože měl Jan Černčický se svou manželkou Magdalenou z Nestajova pět synů, do konce 16. století rod v mužské linii vymřel.